# Ferrovia Appennino Centrale
La ferrovia Appennino Centrale è stata una linea ferroviaria a scartamento ridotto che collegava Arezzo (sulla linea ferroviaria Roma - Firenze) a Fossato di Vico (sulla linea ferroviaria Roma - Orte - Ancona) passando per Anghiari, Sansepolcro, Città di Castello, Umbertide, Gubbio.
Il nome della linea si identificava con quello della società esercente la linea.

## Storia
| Tratta                            | Inaugurazione  |
| --------------------------------- | -------------- |
| Fossato di Vico-Città di Castello | 5 aprile 1886  |
| Città di Castello-Anghiari        | 1º maggio 1886 |
| Anghiari-Arezzo                   | 16 agosto 1886 |

### Premesse
La parte orientale della provincia di Arezzo era sprovvista di buoni collegamenti stradali diretti con il capoluogo provinciale, e la nascente rete ferroviaria italiana tagliava fuori la zona (corrispondente all'alta valle del Tevere) in quanto i collegamenti da Roma verso nord passavano ad est (per Foligno-Ancona) o ad ovest (per Arezzo-Firenze).
Nei primi mesi del 1880 in Arezzo si costituì tra i comuni interessati il Consorzio per la ferrovia Umbro-Aretina allo scopo di realizzare una linea ferrata che rompesse l'isolamento dei comuni dell'area. Il progetto che venne approvato il 16 ottobre 1880 prevedeva una linea di IV categoria con scartamento ridotto a 950 mm, scelto in quanto il tracciato era orograficamente impegnativo e non erano disponibili le risorse economiche necessarie per impegnarsi in una linea ricca di opere importanti. La "convenzione" venne accordata al consorzio nel giugno dell'anno successivo e i lavori di costruzione affidati alla "Società Generale per le Ferrovie Complementari" che tuttavia non fece fede agli impegni presi rallentando l'inizio dei lavori. Il 2 giugno 1884 venne quindi operata una subconcessione per la costruzione e l'esercizio (per 90 anni) alla Società anonima per le Ferrovie dell'Appennino Centrale (SFAC) che aveva la sede sociale a Roma con direzione di esercizio a Città di Castello.

### Realizzazione
I lavori erano cominciati nel 1882, ma le prime tratte furono aperte nel 1886, e solo nel 1887 la linea era terminata, arrivando ad una lunghezza totale di circa 133 chilometri.
La linea riscosse un buon successo ma solo in ambito locale; lo scartamento ridotto unito al lungo percorso tortuoso (con curve di ridottissimo raggio, fino a 80 metri) e i continui saliscendi con pendenze non trascurabili impedì che la linea divenisse un utile collegamento trasversale dal Tirreno all'Adriatico.
Nel 1915 Umbertide fu raggiunta dalla Ferrovia Centrale Umbra che risaliva il corso del Tevere da Terni via Todi - Perugia dando maggiore organicità ai collegamenti locali.

### Distruzione
La seconda guerra mondiale ebbe un impatto disastroso sulla linea; tra l'armistizio ed il maggio 1944 i bombardamenti alleati resero inutilizzabili molte opere. Infine l'esercito nazista in ritirata rese inutilizzabile la maggior parte del materiale rotabile. Il 22 maggio del 1945 la linea, gravemente danneggiata, cessava definitivamente il suo servizio.
La linea non venne più ripristinata, tranne che nel tratto Sansepolcro-Città di Castello-Montecorona, dove fu ricostruita a scartamento normale, seguendo quasi totalmente il tracciato originario, e ceduta in gestione alla Ferrovia Centrale Umbra con la promessa di realizzare un nuovo valico appenninico verso Cesena (seguendo di massima il percorso attuale della E45), il progetto rimase sulla carta, come in tanti altri casi di ferrovie chiuse e di fatto venne presto dimenticato.

### Situazione attuale

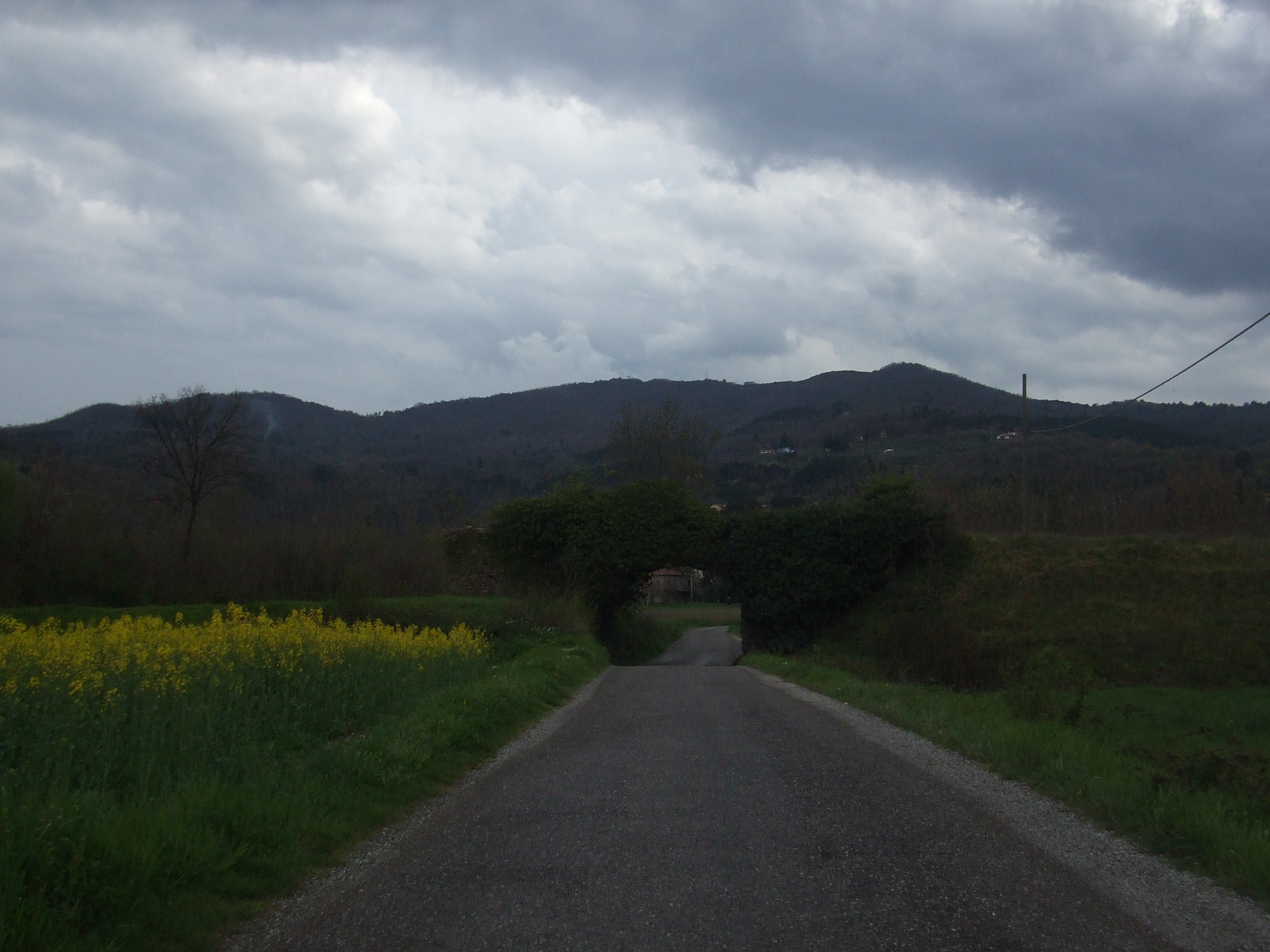
Bagnoro, località nei pressi di Arezzo: ponte dell'antica ferrovia Arezzo-Sansepolcro.

La linea è stata completamente smantellata, tranne il tratto lungo la valle del Tevere tra Sansepolcro e Montecorona.
Sopravvivono alcuni edifici (come stazioni e caselli), in alcuni casi riutilizzati per gli scopi più diversi, alcune gallerie (in particolare nei tratti Arezzo - Palazzo del Pero e Umbertide - Gubbio) e i piloni del ponte sul Tevere a nord di Sansepolcro.

## Caratteristiche
| Continuation backward |

| Unknown route-map component "CONTgq" | Unknown route-map component "ABZg+r" |  |

|  | Unknown route-map component "ABZg+l" | Unknown route-map component "CONTfq" |

| Station on track |

| Unknown route-map component "CONTgq" | Unknown route-map component "xABZgr" |  |

| Unknown route-map component "exHST" |

| Unknown route-map component "exHST" |

| Unknown route-map component "exHST" |

| Unknown route-map component "exBHF" |

| Unknown route-map component "exHST" |

| Unknown route-map component "exHST" |

| Unknown route-map component "exBHF" |

| Unknown route-map component "exHST" |

| Unknown route-map component "exHST" |

| Unknown route-map component "exBHF" |

| Unknown route-map component "exHST" |

| Unknown route-map component "exhKRZWae" |

| Unknown route-map component "KDSTxa" |

| Unknown route-map component "STR+GRZq" |

| Unknown route-map component "HSTeBHF" + Small non-passenger station on track |

| Non-passenger station/depot on track |

| Station on track |

| Unknown route-map component "hKRZWae" |

| Unknown route-map component "HSTeBHF" |

| Unknown route-map component "eHST" |

| Station on track |

| Unknown route-map component "eHST" |

| Unknown route-map component "eHST" |

| Unknown route-map component "eHST" |

| Unknown route-map component "hKRZWae" |

| Station on track |

| Unknown route-map component "eHST" |

| Unknown route-map component "CONTgq" | Unknown route-map component "xABZgr" |  |

| Unknown route-map component "exHST" |

| Unknown route-map component "exHST" |

| Unknown route-map component "exBHF" |

| Unknown route-map component "exHST" |

| Unknown route-map component "exBHF" |

| Unknown route-map component "exHST" |

| Unknown route-map component "exHST" |

| Unknown route-map component "exSTRc2" | Unknown route-map component "exBHF3" |  |

| Unknown route-map component "exSTR+1" | Unknown route-map component "exSTRc4" + Unknown route-map component "STR+l" | Unknown route-map component "CONTfq" |

| Unknown route-map component "exBHF" | Station on track |  |

| Unknown route-map component "exKRWl" | Unknown route-map component "eKRWg+r" |  |

| Continuation forward |

La linea era armata con rotaie di tipo Vignoles da 22 kg/m con curve di raggio minimo 80 metri che permettevano una velocità massima di 35 km/h. La pendenza massima della linea era del 30 per mille. Le stazioni erano munite di segnali a dischi girevoli.
Le stazioni erano 13 e le semplici fermate 20. Le opere d'arte costruite erano: 20 ponti e 23 gallerie.

### Percorso
Da Arezzo la linea usciva in direzione est superando tortuosamente lo spartiacque tra Arno e Tevere, giungendo a Sansepolcro via Anghiari; da qui piegava verso sud scendendo tranquillamente la valle del Tevere, passando per Città di Castello e giungendo fino ad Umbertide; da questa città la linea piegava bruscamente verso nord-est e con un ampio semicerchio finiva per passare a Gubbio in direzione sud-est, per poi cambiare per l'ultima volta direzione e proseguire verso est fino a Fossato di Vico.

## Materiale rotabile

### Locomotive
La prima fornitura (1884) di locomotiva-tender a vapore:
- 2 Locomotive, nº 1 e 2, rodiggio "C" da 100 CV, costruite da Locomotivfabrik Krauss C.
- 12 Locomotive, nº 10÷21, rodiggio "C" da 150 CV, costruite da Fabrique Belgique "Couillet": la numero 19, unica sopravvissuta alle distruzioni della guerra[2], fu ceduta e (trasformata a scartamento ordinario) usata come mezzo da manovra presso un raccordo industriale di Milano[3].

Nel 1909 vennero acquistate:
- 3 Locomotive, nº 30÷32, rodiggio B'B' Mallet da 250 CV, costruite da Borsig: la nº 30 fu ceduta nel 1939 alle Ferrovie Meridionali Sarde, e sorte analoga ebbero gli altri due esemplari del gruppo, ceduti alla ferrovia Genova-Casella e alle Ferrovie Calabro-Lucane[4].

A queste si aggiunsero tra 1914 e 1915:
- 3 Locomotive, nº 01÷03, rodiggio 1C da 250 CV, di costruzione Breda, acquisite dalla Ferrovia Siracusa-Ragusa-Vizzini[4]. La locomotiva 03 fu ceduta nel 1940 alle Ferrovie Calabro-Lucane[4]; la 01 fu ceduta alla ditta Emilio Astengo di Savona, che (previa trasformazione a scartamento normale) la impiegò per le manovre nel porto di Savona[3].

### Automotrici
Nel 1934 allo scopo di velocizzare i treni viaggiatori vennero acquistate:
- 2 automotrici unidirezionali Fiat, matricole 50÷51, in servizio dal 1934 e del tipo simile alle ALb 25 delle Ferrovie dello Stato[5];
- 2 automotrici OM-Carminati & Toselli, matricole 52÷53, in servizio dal 1934-35, analoghe alle M 1 delle Ferrovie Calabro-Lucane (una di esse aveva prestato brevemente servizio presso le linee baresi delle FCL)[5].

A queste nel 1938 si aggiunsero:
- 3 automotrici a carrelli Fiat del tipo simile alle ALn 56 delle Ferrovie dello Stato (matricole 70÷72). L'automotrice 71 fu ceduta dopo la guerra alle FCL, prestando servizio sino agli anni sessanta[3].

### Materiale rimorchiato
- N° 46 carrozze a 2 assi e sei bagagliai[6];
- N° 110 carri merci chiusi[7];
- N° 70 carri merci a sponde alte;
- N° 29 carri merci pianali.